# Unione Sportiva Crotone 1964-1965
Questa pagina raccoglie le informazioni riguardanti l'Unione Sportiva Crotone nelle competizioni ufficiali della stagione 1964-1965.

## Rosa
| N. |                   | Ruolo | Calciatore          |
| -- | ----------------- | ----- | ------------------- |
|    | Italia (bandiera) | A     | Roberto Cecchi      |
|    | Italia (bandiera) | C     | Mario Frabrizi      |
|    | Italia (bandiera) | C     | Oreste Francia      |
|    | Italia (bandiera) | A     | Giovanni Fumagalli  |
|    | Italia (bandiera) |       | Galli               |
|    | Italia (bandiera) | C     | Gian Paolo Galuppi  |
|    | Italia (bandiera) | D     | Fortunato Giarmoleo |
|    | Italia (bandiera) | C     | Roberto Golfarini   |
|    | Italia (bandiera) |       | Iacuzzi             |
|    | Italia (bandiera) | C     | Flavio Milani       |

| N. |                   | Ruolo | Calciatore          |
| -- | ----------------- | ----- | ------------------- |
|    | Italia (bandiera) | C     | Mimmo Mommi         |
|    | Italia (bandiera) | A     | Rossani Mosci       |
|    | Italia (bandiera) | D     | Dino Paolini        |
|    | Italia (bandiera) | D     | Vittorio Pavone     |
|    | Italia (bandiera) |       | Possanzini          |
|    | Italia (bandiera) | A     | Domenico Pulvirenti |
|    | Italia (bandiera) | C     | Giuseppe Redaelli   |
|    | Italia (bandiera) | D     | Vittorio Regeni     |
|    | Italia (bandiera) | A     | Ruggero Ronzulli    |
|    | Italia (bandiera) | P     | Vito Vaglia         |